# Cecília de Baden
Cecília de Baden, gran duquessa de Rússia (Karlsruhe 1839 - Jarkov 1891) va ser una princesa de Baden amb el tractament d'altesa gran ducal que contragué matrimoni en el si de la casa imperial de Rússia.
Nascuda el dia 20 de setembre de 1839 a Karlsruhe, capital del gran ducat de Baden, filla del gran duc Leopold I de Baden i de la princesa Sofia de Suècia, Cecília era neta per via paterna del gran duc Carles Frederic I de Baden i de Lluïsa Carolina Geyer von Geyersberg, senyora de Hochberg i duquessa von Hochberg. Per via materna era neta del rei Gustau IV Adolf de Suècia i de la princesa Frederica de Baden.
El dia 28 d'agost de 1857 contragué matrimoni a Sant Petersburg amb el gran duc Miquel de Rússia, fill del tsar Nicolau I de Rússia i de la princesa Carlota de Prússia. La parella tingué set fills:
- SAI el gran duc Nicolau de Rússia, nat a Tsàrskoie Seló el 1859 o executat al Fortalesa de Pere i Pau de Sant Petersburg el 1919.

- SAI la gran duquessa Anastàsia de Rússia, nada a Peterhoff el 1860 i morta a Eze (França) el 1922. Es casà el 1879 a Sant Petersburg amb el gran duc Frederic Francesc III de Mecklenburg-Schwerin.

- SAI el gran duc Miquel de Rússia, nat a Peterhoff el 1861 i mort a Londres el 1929. Es casà el 1891 a San Remo amb la duquessa Sofia von Merenberg, creada comtessa von Torby.

- SAI el gran duc Jordi de Rússia, nat a Bielyi-Klioutch (Caucas) el 1863 i executat a la Fortalesa de Pere i Pau de Sant Petersburg el 1919. Es casà a Corfú el 1900 amb la princesa Maria de Grècia.

- SAI el gran duc Alexandre de Rússia, nat el 1866 a Tiflis i mort el 1933 a Roquebrune (França) el 1933. Es casà a Peterhoff el 1894 amb la gran duquessa Xènia de Rússia.

- SAI el gran duc Sergi de Rússia, nat a Borjon (Geòrgia) el 1869 i executat a Alapaievsk el 1918.

- SAI el gran duc Aleix de Rússia, nat a Tiflis el 1875 i mort a San Remo el 1895.

Abans de casar-se amb el gran duc Miquel, Cecília hagué de convertir-se a la fe ortodoxa en el procés del qual adoptà el nom d'Olga Feodorovna .
Cecília morí el dia 12 d'abril de 1891 a la localitat de Jorkov a l'actual Ucraïna.